# Cerkiew św. Filipa Metropolity Moskiewskiego w Moskwie (Mieszczanskij)
Cerkiew św. Filipa Metropolity Moskiewskiego – prawosławna cerkiew w Moskwie, w rejonie Mieszczanskim, w dekanacie Spotkania Włodzimierskiej Ikony Matki Bożej eparchii moskiewskiej miejskiej Rosyjskiego Kościoła Prawosławnego.

## Historia
Pierwsza cerkiew na miejscu współcześnie istniejącej świątyni powstała w 1652, po sprowadzeniu do Moskwy relikwii metropolity i męczennika Filipa II. Była to budowla drewniana. Gdy w 1689 była już w złym stanie technicznym, zdecydowano o jej rozbiórce i wzniesieniu na tym miejscu cerkwi murowanej. Została ona oddana do użytku w 1691, zaś w 1710 dostawiono do niej drugi ołtarz św. Aleksego.
Przebudowa budynku miała miejsce w latach 1777–1788. Nowy wygląd cerkwi zaprojektował M. Kazakow. Zgodnie z jego sugestią ze starszej świątyni pozostawiono przedsionek, natomiast pozostałą część obiektu rozebrano i wzniesiono od nowa w stylu wczesnoklasycystycznym. Kazakow zaprojektował również nowy ikonostas dla cerkwi (w końcu XIX w. podwyższony). Pierwotnie planowano uczynić cerkiew częścią metochionu metropolitów moskiewskich z ich rezydencją, ostatecznie jednak koncepcję tę zarzucono i świątynia pozostała zwykłą cerkwią parafialną. Budowę sfinansowano z darów parafian i innych ofiarodawców, staraniem duchownych Maksima Dionisijewa i Joanna Siergiejewa, służących w cerkwi św. Filipa. W 1788 obiekt poświęcono ponownie.
W 1827 książę Dołgoruki dobudował do budynku ołtarz boczny św. Sergiusza z Radoneża. Od 1896 przy cerkwi działała szkoła parafialna. W XIX w. parafia zaczęła również prowadzić działalność charytatywną.
Cerkiew św. Filipa pozostawała czynna do 1939. Następnie zaadaptowano ją na cele świeckie, w obiekcie znajdowała się instytucja państwowa. Rosyjski Kościół Prawosławny odzyskał obiekt w 1991. W roku następnym patriarcha moskiewski i całej Rusi Aleksy II dokonał ponownego poświęcenia świątyni. Od 1993 przystąpiono do (nadal nieukończonych) prac nad odtworzeniem jej dawnego wystroju wnętrza i sprzątaniem otoczenia cerkwi. W 1994 ponownie poświęcony został ołtarz św. Sergiusza z Radoneża.